# Stolpskott

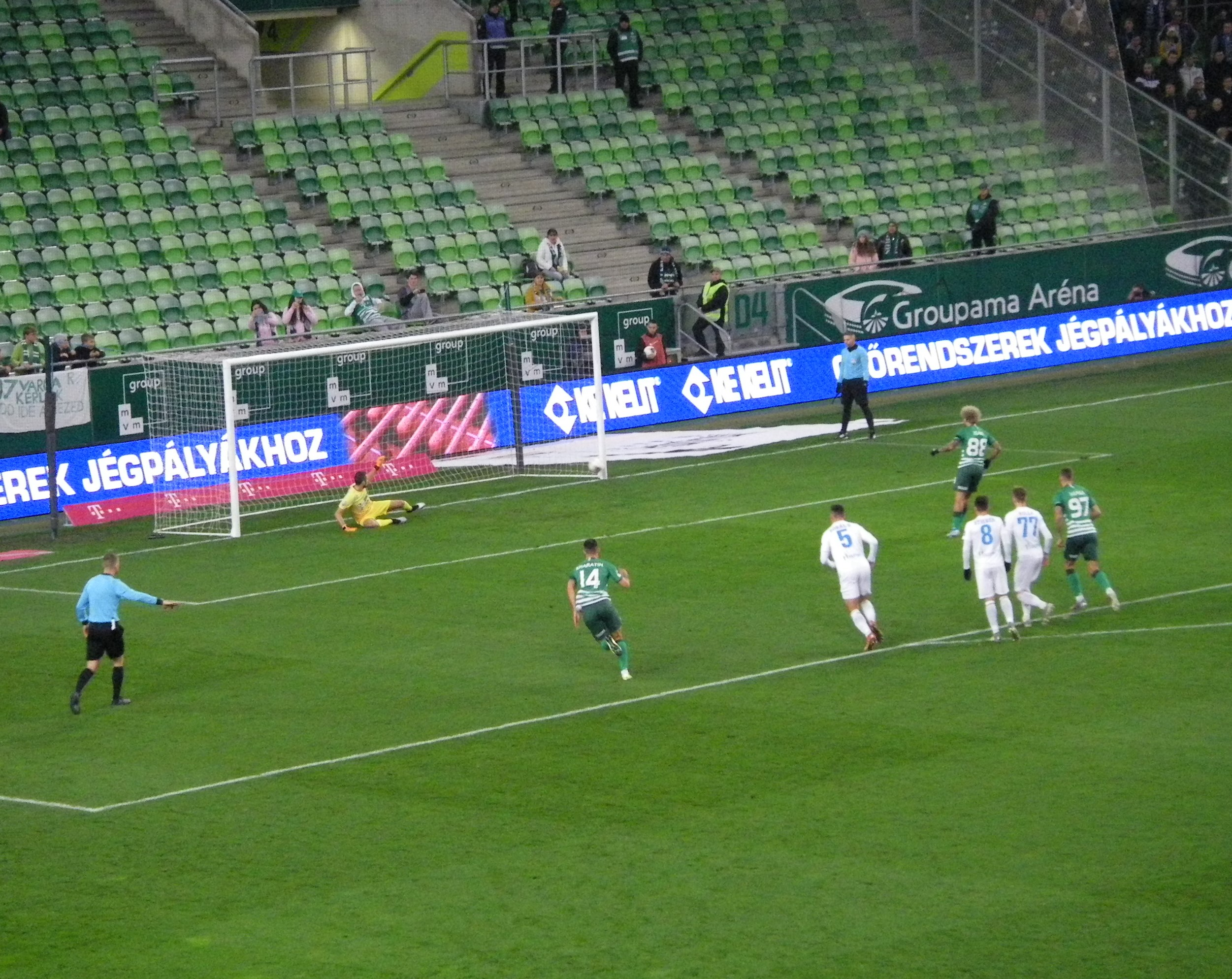
En straffspark i fotboll träffar stolpen.

Stolpskott är inom sport ett skott som träffar en av målburens stolpar. Det är alltså ett skott som är mycket nära att bli mål men inte blir det.
Ordet har i överförd bemärkelse blivit en metafor som används när man vill tala om någon som misslyckas eller något som misslyckas. I denna betydelse anses ordet i allmänhet som kränkande.
Ordet "stolpskott" är belagt i svenska språket sedan 1935.